# 4202 Minitti
4202 Minitti là một tiểu hành tinh vành đai chính với chu kỳ quỹ đạo là 1915.6446924 ngày (5.24 năm).
Nó được phát hiện ngày 12 tháng 2 năm 1985.